# Erik Sidenbladh
Erik Johan Helge Sidenbladh, född den 22 mars 1946 i Stockholm, är en svensk journalist och författare.
Sidenbladh avlade filosofie kandidatexamen 1969. Han var anställd vid Svenska Dagbladet 1972–1983 och 1987–2009, vid Vi 1983–1987. Han har även varit engagerad som medarbetare i tidskriften Expo.
Sidenbladh tilldelades en guldspade 1999 tillsammans med Björn Hygstedt för en reportageserie om effekterna av 1992 års lag om rättspsykiatrisk vård.
Erik Sidenbladh är son till hovrättspresident Karl Sidenbladh i dennes första gifte med bibliotekarien Anne-Marie, född Almquist. Han gifte sig 1978 med bokförläggaren Eva Bonnier.